# مستعمره (فیلم ۱۹۹۶)
«مستعمره» (انگلیسی: The Colony (1996 film)) یک فیلم به کارگردانی تیم هانتر است. از بازیگران آن می‌توان به میکیل پاری، برایان بلوم، و کاسپر ون دین اشاره کرد.